# Région Fernandez
Localisation
La région Fernandez est une des 35 phytodivisions définies par Armen Takhtajan dans son ouvrage Floristicheskie oblasti Zemli (en français, « Les régions floristiques du monde »). Cette phytorégion fait partie du royaume Holantarctique au même titre que les trois régions suivantes : chilienne-patagonienne, îles subantarctiques du sud et néo-zélandaise. Elle possède un taux d'endémisme de 70 % chez les plantes vasculaires, dont deux familles et 20 genres uniques. Cette région ne comprend qu'une seule province, la province Fernandez.
Selon la classification du WWF, un seul biome est présent dans cette phytorégion il s'agit des forêts tempérées décidues et mixtes. Selon cette même ONG, deux écorégions s'y trouvent : celle de l'archipel Juan Fernandez (NT0401) et celle des îles Desventuradas (NT0403).

## Géographie
Cette phytorégion est composée de deux ensembles d'îles appartenant tous deux au Chili. Le premier est l'Archipel Juan Fernández qui se trouve dans l'océan Pacifique à la même latitude (33° Sud) que la capitale du pays, Santiago. Il est composé de trois îles et de plusieurs cailloux isolés nommés "morros". Les distances qui séparent le port de Valparaiso, sur la côte chilienne, des îles sont entre 670 et 800 kilomètres. Le second, plus au nord, est l'archipel Desventuradas, composé de 2 îles principales et de deux îlots. Il est distant des côtes chiliennes d'environ 850 kilomètres.
Ces deux archipels furent découverts en 1574 par un navigateur espagnol, Juan Fernandez Sotomayor, qui donna ses prénoms au premier archipel.

### Archipel Juan Fernandez

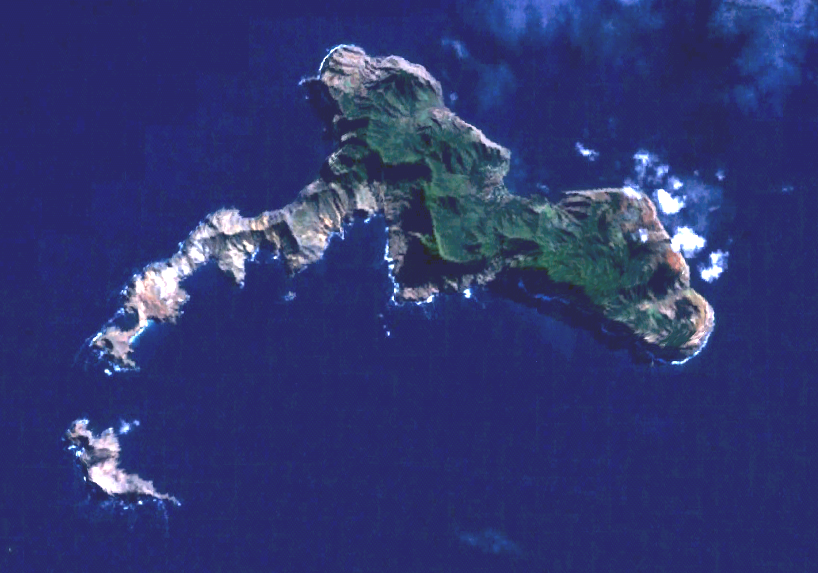
Île Robinson Crusoe (en haut) et île Santa-Clara (à sa pointe sud-ouest).

- L'île Robinson Crusoe est la plus proche du continent sud-américain, à seulement 674 kilomètres. Sa superficie est de 47,94 km2[4] et c'est sur cette dernière que se trouve le seul village permanent de l'archipel, San Juan Bautista, comptant environ 600 habitants[3]. Son point culminant est le Cerro El Yunque, à une hauteur de 915 mètres[4].
- L'île Santa Clara est la plus petite de l'archipel avec une superficie de 2,21 km2, son point culminant est à 320 mètres, il s'agit du Cerro Johow. Cette petite île n'est distante de celle de Robinson Crusoé que de 1,5 kilomètre[4]. Elle était appelée « île aux chèvres », en référence à sa modification floristique causée par cet animal amené par l'homme[3].
- L'île Alejandro Selkirk est la plus grande de l'archipel avec 49,52 km2 ; son point culminant est le Cerro Los Inncentes à 1 360 mètres. Elle est séparée des deux autres par 180 kilomètres d'océan. Cette île n'est habitée que huit mois de l'année, par une trentaine de pêcheurs qui logent dans un hameau temporaire nommé "La Colonia"[4]. Alexandre Selkirk est un marin écossais qui fut abandonné sur l'île de Robinson Crusoé en 1704 et y vécut jusqu'en 1709, lorsqu’il a été récupéré par un autre navire.

### Archipel Desventuradas

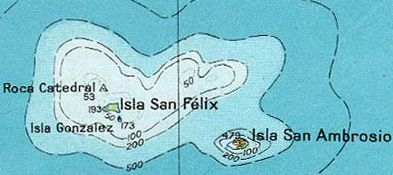
Carte des îles Desventuradas.

Ces îles sont aussi parfois nommées îles malheureuses ou îles d'infortune.
- L'île de San Ambrosio, à 927 kilomètres du continent, a une superficie de 10,3 km2 et son point culminant est à 479 mètres. Elle n'est habitée que quelques mois dans l'année par des pêcheurs de langoustes.
- L'île San Félix a une superficie de 1,4 km2 et se situe à 892 kilomètres des côtes chiliennes. Sur cette île se trouve une base militaire de la marine chilienne, mais personne n'y réside de façon permanente.
- L'îlot Gonzalez mesure 0,25 km2 et se situe à 400 mètres plus au sud de l'île San Felix, à laquelle il est relié par un rift sous-marin.
- Le rocher cathédrale mesure 0,001 km2 et son point culminant est à 53 mètres au-dessus du niveau de l'océan. C'est le plus grand d'un ensemble de rochers reliés à l'île San Felix par un banc de sable noir, couleur caractéristique du sable d'origine volcanique.

## Géologie
L'archipel de Juan Fernandez tire son origine de la dorsale de Juan Fernandez qui est orientée NO-SE et dont ces 3 îles sont les seuls monts dépassant la surface de l'océan. Cette dorsale est liée à la plaque tectonique de Nazca qui avance d'environ 9 cm par an. Des deux côtés de cette ride, l'océan est d'une profondeur pouvant atteindre 4 km. Ces îles datent de l'ère Cénozoïque et sont presque entièrement constituées de lave basaltique et de tufs, elles étaient à l'époque de leur formation sur un point chaud. Les reliefs de ces îles sont profondément marqués par l'érosion, les plages sont rares et ce sont les hautes falaises qui dominent les paysages côtiers.
L'archipel Desventuradas se trouve aussi sur la plaque de Nazca mais résulte de la dorsal sala y gomez qui s'étend sur 2 232 km et qui contient, plus au sud est, les îles de Sala y Gomez et de Pâque. Aucune plage ne se trouve sur ces îles basaltiques, les côtes sont bordées de hautes falaises perpendiculaires. Le tremblement de terre qui s'est produit en 1922 au Chili provoqua sur cet archipel une éruption de gaz qui tua tous les oiseaux.

## Climat
Pour ce qui est de l'archipel Juan Fernandez, le climat est globalement défini comme étant tempéré plutôt chaud. Il est jugé équivalent à celui de Madère pour les îles de Robinson Crusoé et de Santa Clara. Celui de l'île d'Alejandro Selkirk ressemble plus au climat des Açores.Les îles Fernandez sont qualifiés d'îles hautes car leurs montages respectives sont suffisamment hautes pour que les nuages doivent monter pour passer par-dessus et ce phénomène cause des précipitations qui peuvent être relativement importantes en fonction de l'angle formé entre l'orientation des montagnes et la direction des vents. Ce fait influence l'humidité qui est en moyenne de 75 % mais qui atteint 100 % sur les hauteurs. Cela à une influence directe sur la flore locale par la création de microclimats et de mésoclimats plus ou moins secs ou humides géographiquement très proches.
L'archipel Desventuradas étant très difficile d'accès, aucune description complète de son climat n'a été réalisée. Toutefois, on peut citer Skottsberg qui le décrit simplement comme un climat très sec au niveau de l'océan mais beaucoup moins dans les hauteurs et le WWF qui le définit comme étant méditerranéen.
Le climat de cette phytorégion ne peut être décrit que par les relevés météorologiques de l'unique station météo dans le seul village habité de San Juan Bautista qui n'est pas représentatif des hauteurs des îles et encore moins des îles Desventuradas.
Néanmoins, pour le village de San Juan Bautista les données sont les suivantes :
| Mois                              | jan. | fév. | mars | avril | mai | juin | jui. | août | sep. | oct. | nov. | déc. |
| --------------------------------- | ---- | ---- | ---- | ----- | --- | ---- | ---- | ---- | ---- | ---- | ---- | ---- |
| Température minimale moyenne (°C) | 16   | 17   | 16   | 14    | 13  | 12   | 11   | 10   | 10   | 11   | 13   | 14   |
| Température maximale moyenne (°C) | 22   | 21   | 21   | 19    | 18  | 27   | 15   | 15   | 15   | 16   | 18   | 20   |
| Précipitations (mm)               | 45   | 25   | 65   | 120   | 185 | 250  | 175  | 130  | 110  | 124  | 70   | 35   |

## Flore
Selon Takhtajan cette phytorégion se compose de 195 espèces de plantes vasculaires non-introduites dont 98 angiospermes et 17 ptéridophytes endémiques ce qui représente un taux d'endémicité de 70 %. Cependant, des études plus récentes, comme celle de Danton et Perrier en 2006, tendent à augmenter ce nombre à 233 espèces originelles pour l'archipel Juan Fernandez auquel on ajoute les 19 espèces de l'archipel Desventuradas, on obtient donc 252 espèces présentes dans cette phytorégion dont près de 62 % d'endémisme.
Si on prend en compte non seulement ces 252 espèces de la flore originelle mais aussi les plantes vasculaires amenées par l'homme durant les siècles qui nous séparent de sa découverte, on arrive à un total de 735 espèces.

### Flore des îles Desventuradas
Ces îles sont très pauvres d'un point de vue floristique, avec seulement 19 espèces de plantes vasculaires, appartenant à 16 genres de 13 familles. Cette flore est tout de même intéressante puisque 3 genres (Lycapsus (en), Nesocaryum et Thamnoseris (en)) et 12 espèces sont endémiques à cet archipel. Parmi ces 19 espèces, seules trois se retrouvent sur les deux îles principales, 4 sont propres à l'île San Felix et 12 ne se retrouvent que sur l'île de San Ambrosio. La végétation de cet archipel ne recouvre que 25 % de la surface car les conditions climatiques sont difficiles. Thamnoseris lacerata est le seul arbre présent et s'est adapté à ce climat en perdant ses feuilles en été. Frankenia widalii et Atriplex chapinii sont toutes deux adaptées de par leurs feuilles très étroites diminuant la perte d'eau pendant les hivers arides. Une autre adaptation à ce climat méditerranéen est la succulence et c'est cette stratégie qui a été choisie par exemple par Suaeda nesophila de la famille des Chenopodiaceae.

### Flore des îles Juan Fernandez
Au niveau de la floristique, la végétation de ces îles ressemble à celle de la région chilienne-patagonienne, en particulier de la province chilienne moyenne et c'est pour cela qu'on l'inclut dans le royaume Holoantarctique et non dans le royaume Néotropical qui se situe plus à l'ouest de ces îles. Durant les grandes glaciations, ces îles ont bien moins été touchées que le sud du continent américain, c'est pourquoi elles ont servi de refuge pour certaines plantes. Les flores des îles de Robinson Crusoé et celle de Santa Clara sont relativement semblables car elles ont bien été préservées. Il s'agit essentiellement de forêts riches. Tandis que sur l'île d'Alejandro Selkirk se caractérise par une végétation de type alpin. C'est ce qui explique que seul un tiers des espèces de cette archipel se trouve sur les trois îles.
On peut diviser la végétation en fonction de l'altitude en 5 zones selon Danton (2006),:
- Zones basse (0 à 50 m) : on y trouve les plages recouvertes presque entièrement de galets ainsi que les morros isolés dans l'océan. Ces endroits ont une végétation clairsemée de plantes adventices introduites principalement. Certains morros servent de refuges pour des plantes endémiques ou locales.
- Zones habitées (0 à 150 m) : il s'agit essentiellement du village de San Juan Bautista qui est la porte d'entrée des espèces invasives. On y trouve des plantations d'arbres exotiques et les rares plantes endémiques qui y restent sont celles cultivées dans les jardins. On trouve aussi ce type de végétation vers le village temporaire de La Colonia, où il y a des espèces introduites utiles aux pêcheurs comme des essences d'arbres exotiques, une espèce plantée pour la fabrication des casiers à langouste Aristotelia chilensis, des ronces Rubus ulmifolius...
- Zone moyenne (50 à 450 m) : il faut différencier ici les endroits difficiles d'accès comme les falaises maritimes ou les gorges profondes, endroits dans lesquels il y a encore de nombreuses espèces endémiques car de nombreux micro-climats y sont présents. En ces lieux, la forêt typique de l'archipel est encore visible : la Myrtisylve de basse altitude décrite par Danton (2005). Cependant, dans les zones de plateaux, les Graminées invasives dominent notamment près de l'aérodrome de l'île de Robinson Crusoé. Sur les plateaux, ce sont principalement les lapins introduits qui furent à l'origine d'une perte drastique des espèces locales non habituées aux mammifères dont l'île n'avait pas connaissance avant sa découverte par l'Homme ; les espèces se remettent depuis l’éradication de ce lagomorphe en 2002 comme les genres Adiantum, Apium, dendroceris, Nicotiana, Parietaria, Polypodium, Spergulaia, Wahlenbergia...
- Zones d'altitude (450 à 1 100 m) : Ancestralement, c'est la Myrtisylve d'altitude qui était dominante, ce sont actuellement les milieux les moins touchés par les dérèglements liés aux introductions d'espèces exotiques sur l'archipel. Cependant, on recense de nombreuses plantes adventices qui sont partout, même sur le sommet de Robinson Crusoé qui est difficile d'accès. Les zones de plateaux sont comme pour la zone moyenne dominés par les Graminées dont notamment Antoxanthum odoratum mais aussi des espèces endémiques dans les genres suivants : Acaena, Agrostis, Asplenium. Blechnum, Carex, Coprosma, Dendroseris, Drimys, Erigeron, Euphrasia, Gamochaeta, Gavilea, Gleichenia, Gunnera, Histiopteris, Hymenophyllum, Hypolepis, Juncus, Lagenophora, Libertia, Lophosoria, Luzula, Lycopodium, Nassella, Nertera, Peperomia, Pernettya, Polystichum, Pteris, Robinsonia, Rwnohra, Uncinia.

#### Description de la "myrtisylve"
Les forêts de l'archipel Juan Fernandez étaient classées parmi les forêts laurifoliées mais elles sont vraiment particulières, car elles sont originellement dominées par des arbres qui sont 100 % endémiques et beaucoup d'espèces des sous-bois sont aussi propres à cet archipel. C'est pourquoi ce terme fut proposé par Danton en 2005 pour définir ces forêts endémiques. Ce terme provient du nom de la famille des Myrtaceae qui est celle à laquelle les deux arbres dominants appartiennent. On divise la myrtisylve de zones basses et d'altitude.

##### Myrtisylve de zones basses
Ce type de forêt se trouve entre 50 et 400 m d'altitude mais ces bornes varient en fonction de l'île. Ce milieu a donc été fortement modifié par les activités anthropiques comme les incendies volontaires et les espèces invasives telles que Rubus ulmifolius et Aristotelia chilensis qui sont disséminées via le zorzal indigène. Mais par le passé, le sous-bois était peu végétalisé et couvert de feuilles mortes qui laissaient par endroits apparaître une terre brune chargée en acides humiques. On y retrouve encore quelques espèces qui tendent à se retirer comme le palmier Juania australis qui devait autrefois être bien plus présent à base altitude.

##### Myrtisylve d'attitude
Comme pour la Myrtisylve de zones basses, les limites ne sont pas fixes et dépendent des îles mais on peut dire que la Myrtisylve d'altitude débute dès 250 m par endroits et s'étend jusqu'à 900 m. C'est une forêt qui est moins atteinte que celle de basse altitude car elle n'est pas aussi facile d'accès pour l'homme. Les sous-bois sont plus humides et aussi plus sombres avec une couverture végétale plus importante et particulièrement riche en fougères. Ce type de forêt est aussi présent sur les pentes des falaises où les arbres restent nains à cause des vents ou manque de terre fertile.

#### Clades endémiques

##### Famille des Thyrsopteridaceae

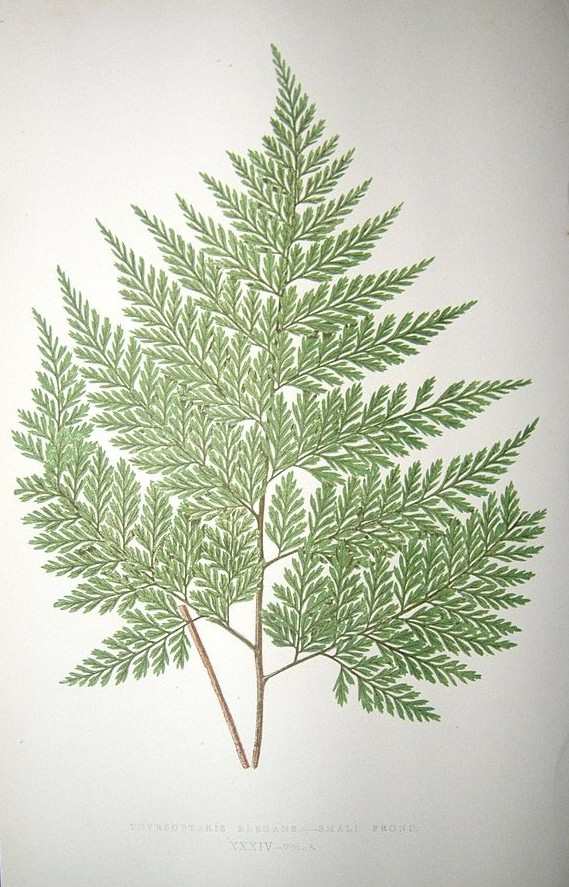
Thyrsopteris elegans

Cette famille est endémique à l'archipel Juan Fernandez et est composée du seul genre Thyrsopteris et d'une seule espèce Thyrsoperis elegans. Cette famille fait partie du grand groupe des Ptéridophytes.
T. elegans est une fougère arborescente qui peut atteindre 2 mètres et demi de haut, avoir des frondes de 3 mètres et demi et un "tronc" de 20 centimètres de diamètre.

##### Famille des Lactoridaceae

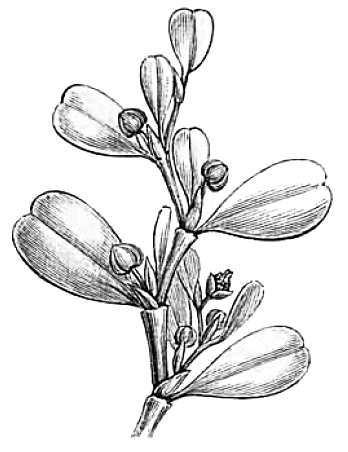
Lactoris fernandeziana

Cette famille est endémique à la seule île de Robinson Crusoé et se retrouve qu'entre 400 et 600 mètres d'altitude. Elle ne contient que le genre Lactoris et l'espèce Lactoris fernandeziana. Cette famille fait partie de l'ordre des Piperales et fait donc partie du clade des Magnoliidées. L. fernandeziana est un petit arbuste qui produit des huiles essentielles, qui pousse dans les endroits ombragés et humides. Sa pollinisation se fait de manière anémogame et l'autofécondation est possible. Cette espèce produit d'innombrables graines avec peu d'endosperme dont un très faible pourcentage parvient à germer, la population totale n'est que de 1 000 individus. Ses feuilles sont petites, simples et alternes ; ses fleurs sont trimères et blanches.

##### Genres endémiques
Les genres endémiques à cette phytorégion sont les suivants: Nothomyrcia, Nésocarum, Selkirkia, Cuminia, Robinsonia, Rhetinodendron, Symphochaeta, Centaurodendron, Yunquea, Dendroseris (qui inclut Hesperoseris, Phoenicoseris et Rea), Lycapus, Thamnoseris, Juania, Megalachne, Pantathera et Podophorus.

## Faune
Contrairement à la flore, la faune originelle de cette région phytogéographique est très peu diversifiée. Avant l'arrivée des premiers colons au XVIe siècle, il n'y avait aucun mammifère terrestre, ni reptile, ni amphibien. Il y avait une quinzaine d'espèces d'oiseaux dont 6 endémiques ainsi que deux espèces de mammifères marins (Mirounga leonina et Arctocephalus philippii) qui sont respectivement un éléphant de mer aussi présent ailleurs et une otarie endémique. Le premier n'est plus présent sur les îles à cause de la chasse pour l'huile et la seconde fut longtemps considérée comme éteinte mais il s'est avéré qu'il reste actuellement une colonie dans une zone difficile d'accès. Il n'existe pas de poisson d'eau douce dans ces deux archipels mais plusieurs espèces endémique de poissons marins dont le bacalao de Juan Fernandez (Polyprion oxygenois) et le pampanito (Scorpis chilensis). Au niveau des invertébrés, il existe beaucoup d'espèces endémiques et certaines sont encore à découvrir. La plus importante pour l'économie de la région est la langouste de Juan Fernandez (Jasus frontalis). En 1967, un entomologiste chilien le Dr Kuschel, a recensé 687 espèces d'insectes dont plus de 60 % étaient endémiques.